# Стебновска, София
София Стебновска (швед. Mariane Theresia Sophie "Maria Sofia" Stebnowska; 9 июля 1753 — 16 февраля 1848) — шведская оперная певица и арфистка  польского происхождения. Одна из наиболее известных театральных актрис Королевской оперы времён Густава III.

## Биография
София Стебновска, вероятно, прибыла в Швецию около 1778 г. из Парижа вместе с британским послом в Швеции сэром Томом Роутоном (англ. Thomas Wroughton), ранее послом в Польше, с которым у неё в то время был роман.
В 1781 г. Софи вышла замуж за шведского оперного певца Кристофера Карстена. В этом браке родились будущие балерина Софи Карстен и художница Элизабет Шарлотта Карстен. Софи была бабушкой прославленной балерины Марии Тальоне.
В декабре 1782 г. Софи была принята в Королевскую оперу, в которой проработала больше двух десятилетий, а 25 февраля 1790 г. получила пожизненный контракт как прима. Король предоставил ей с супругом виллу в Дроттнингхольме.
Софи относили к элитным оперным актрисам того времени. Последний раз она выступила в 1803 г., а в 1806 г. ушла из оперы, когда король Густав IV Адольф в период гонений на театр уволил всех артистов.
Софи была также известна и как арфистка. Впервые в этой роли она выступила в марте 1795 г. на концерте в здании Шведской академии вместе со своим супругом и Марией Луизой Маркаде. На этом концерте они вначале выступили соло, затем Софи аккомпанировала пению мужа и Марии Луизы.
Умерла в 1827 г. на своей вилле.